# Бриаксис

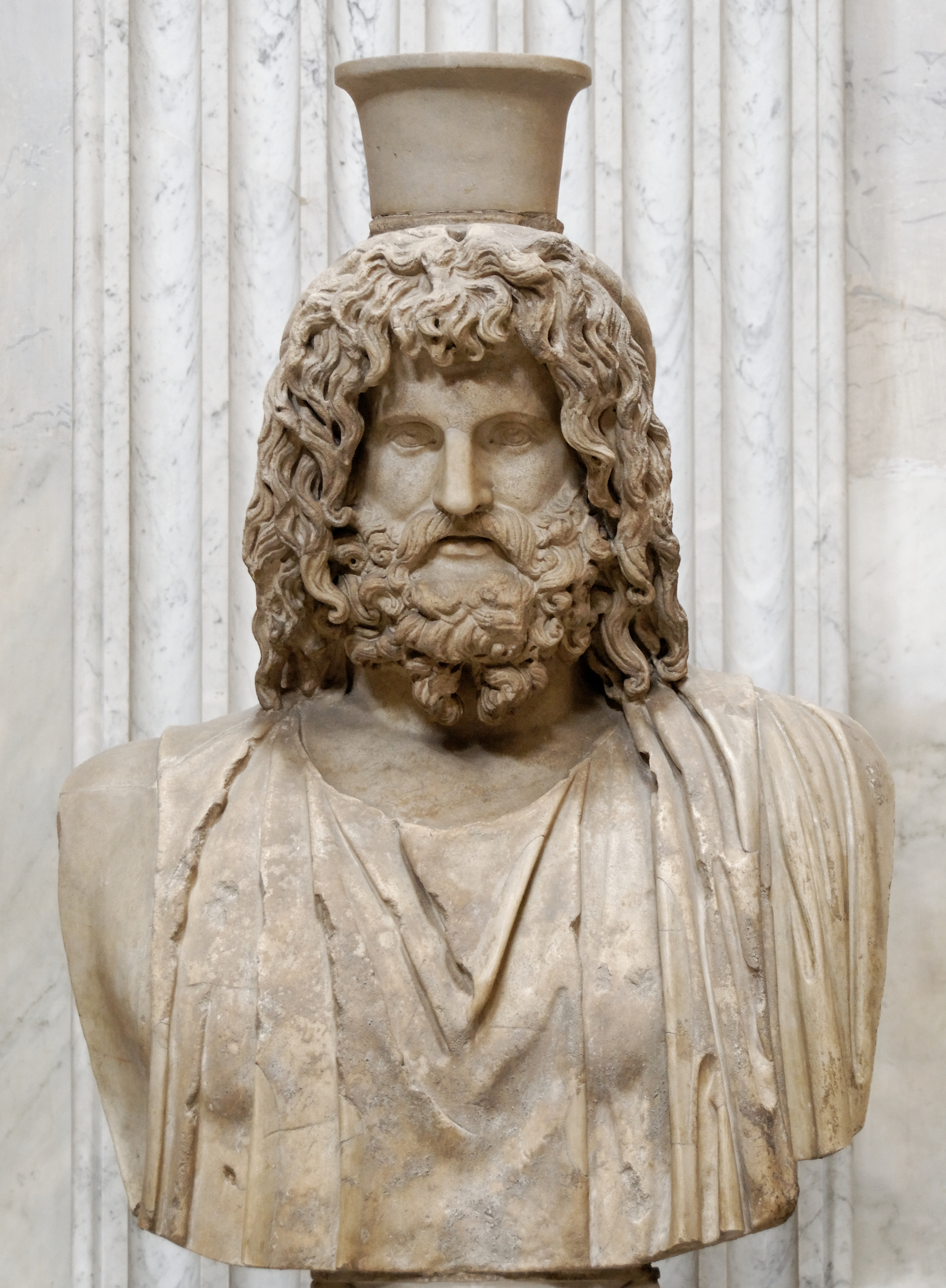
Серапис (римская копия, Ватикан).

Бриакси́с из Карии (др.-греч. Βρύαξις либо Βρύασσις; также Бриаксид) — древнегреческий скульптор второй половины IV в. до н. э.
Работал над украшением Галикарнасского мавзолея. Автор пяти колоссальных статуй богов на острове Родосе, статуй богов Асклепия и Гигиейи в Мегарах.
В Александрии работал в Серапейоне (Серапеуме), святилище бога Сераписа, и создал знаменитую хрисоэлефантинную статую бога, изображавшую его похожим на Зевса зрелым мужчиной с наполненной плодами корзиной на голове (сохранилась мраморная римская копия, находящаяся сейчас в Ватикане).
Кругу Бриаксиса принадлежит статуя восседающей на троне Деметры (Британский музей, Лондон).
Для стиля скульптора характерна мягкая светотеневая моделировка поверхности мрамора.